# Fabian Hoffmann
Fabian Hoffmann (* 4. Dezember 1964 in Frankfurt am Main) ist ein deutscher Jurist und Richter am Bundesgerichtshof.

## Leben
Nach dem Abschluss seiner juristischen Ausbildung an der Universität Frankfurt am Main war Hoffmann zunächst dreieinhalb Jahre als Rechtsanwalt zugelassen und als freier Mitarbeiter in verschiedenen Rechtsanwaltskanzleien tätig, bis er 1997 in den höheren Justizdienst des Landes Hessen eintrat. Als Richter auf Probe wurde er beim Amtsgericht Friedberg und beim Landgericht Frankfurt am Main verwendet. Im Jahr 2000 wurde er zum Richter am Landgericht Frankfurt/Main ernannt. Von 2004 bis 2007 war er als wissenschaftlicher Mitarbeiter an den Bundesgerichtshof abgeordnet. Seine Ernennung zum Richter am Oberlandesgericht Frankfurt am Main erfolgte am 1. Februar 2008.
Seit seiner Ernennung zum Richter am Bundesgerichtshof am 4. Januar 2010 ist Hoffmann dem X. Zivilsenat des Bundesgerichtshofes zugewiesen, im Geschäftsjahr 2010 auch dem vorübergehend bis zum Jahresende bestehenden Xa-Zivilsenat. Vom 15. Mai bis 31. Dezember 2017 gehörte er mit der Hälfte seiner Arbeitskraft dem VIII. Zivilsenat des Bundesgerichtshofes an.
Hoffmann ist verheiratet und hat zwei Kinder. Er ist Vorstandsmitglied der Arbeitsgemeinschaft sozialdemokratischer Juristinnen und Juristen.